# نارکولپسی
نارکولِپسی (به انگلیسی: Narcolepsy) یا حملهٔ خواب یا خواب‌تازش یکی از اختلالات خواب است و عبارت است از میل ناگهانی و مقاومت‌ناپذیر به خواب. مبتلایان به نارکولِپسی، به دلیل تخریب خود ایمن نورون‌های مولد ارکسین orexin که نوروپپتید اصلی مغز در برانگیختگی و هوشیاری و گرسنگی و برخی عملکردهای دیگر است دچار آتونی ناگهانی عضلات بدن یعنی شل شدن غیر قابل مقاومت عضلات شده و همزمان به خواب می روند" این حمله خواب ممکن است از چند دقیقه تا چند ساعت طول کشیده و در صورت عدم درمان منجر به تصادفات شدید رانندگی یا سقوط و افتادن بیماران شود که معمولا نتایج خطرناکی به دنبال دارد. بسیاری از این بیماران به فلج خواب یا بختک sleep paralysis و کاتاپلکسی نیز مبتلا هستند.

## علائم بالینی
نارکولِپسی با پنج علامت خواب‌آلودگی بیش از حد در طول روز، تن‌انداختگی (کاتاپلکسی)، فلج خواب (بختک)، توهم پیشاخواب (هیپناگوژیک) و توهم پیشابیداری (هیپنوپامپیک) مشخص می‌شود. خواب‌آلودگی بیش از حد در طول روز علامت اصلی و اولیه در نارکولِپسی است. دمای بدن مبتلایان به حملهٔ خواب، پس از بیدار شدن افزایش می‌یابد و گاهی خُلق آن‌ها نیز تغییر خواهد کرد. معمولاً مبتلایان به نارکولِپسی دچار افسردگی هستند. نارکولِپسی از طریق محرک‌های دستگاه عصبی مرکزی درمان می‌شود. تشخیص موارد نیازمند درمان دارویی بر عهدهٔ پزشک است.

## شیوع
شیوع این بیماری ۲۵ تا ۵۰ مورد در هر ۱۰۰ هزار نفر است؛ مردان و زنان به‌طور یکسان درگیر این بیماری می‌شوند و اوج بروز سنی آن دههٔ دوم و سوم زندگی است؛ با این حال ممکن است قبل از پنج‌سالگی و بعد از ۴۰ سالگی هم دیده شود. درمان بیماران عموما با داروهای شبه امفتامینی محرک سیستم عصبی مرکزی مثل ادرال یا دکستروامفتامین و ویاس یا لیز دگزامفتامین و یا داروهای غیر آمفتامینی محرک اعصاب مرکزی همچون modafinil مدافینیل می باشد